# Ti'inik
Ti'inik (en arabe : تعّنك ; en hébreu : תיעניכ), également translittéré Ta'anakh, Ti’innik ou Taanach, est un village palestinien situé à 13 km au nord-ouest de la ville de Jénine, dans le nord de la Cisjordanie.
Selon les estimations du Bureau central palestinien des statistiques, la ville comptait 1 095 habitants au milieu de l'année 2006.